# Charlton, Northamptonshire
Charlton är en by i Northamptonshire i England. Byn nämndes i Domedagsboken (Domesday Book) år 1086, och kallades då Cerlintone.